# Focus filmtheater
Focus Filmtheater is een filmtheater gevestigd in de Gelderse hoofdstad Arnhem. Het filmhuis bevindt zich op het Audrey Hepburnplein. Het wordt geëxploiteerd door de stichting Focus Filmtheater Arnhem. Het filmhuis heeft geen winstoogmerk en maakt als culturele instelling onderdeel uit van het gemeentelijke cultuurbeleid Arnhem. Het complex heeft 5 bioscoopzalen.

## Geschiedenis
In 1973 ontstond Filmhuis Arnhem binnen Willemsplein 1, waar jongerencentrum Willem1 zat, en trapte af met Arnhem Alternatief, een antwoord op de Arnhemse Filmweek. Na enige jaren, in 1978 verhuisde Filmhuis Arnhem van het Willemsplein naar de Korenbeurs op de Korenmarkt. De bioscoop had toen nog maar één zaal, later werd hij uitgebreid met zaal 2. In november 2005 werd een derde zaal op de begane grond achter in het gebouw gebouwd. Op 17 februari 2006 werd de naam van Filmhuis Arnhem gewijzigd in Focus Filmtheater.
Er werden niet alleen films getoond, maar er waren ook musicals, dansavonden, performances en ruilbeurzen voor strips.
In 2018 verhuisde Focus naar een nieuw gebouwd filmtheater op het Audrey Hepburnplein. In 2020 kreeg het gebouw de Heuvelinkprijs voor het beste nieuwbouwproject in Arnhem.

## Aanbod
De programmering bestaat onder meer uit actuele kwaliteitsfilms, hoogtepunten uit de filmhistorie, themareeksen, documentaires, kinderfilms en educatieve activiteiten. In de zomer wordt op het dakterras regelmatig een avondfilm vertoond.

## Foto's

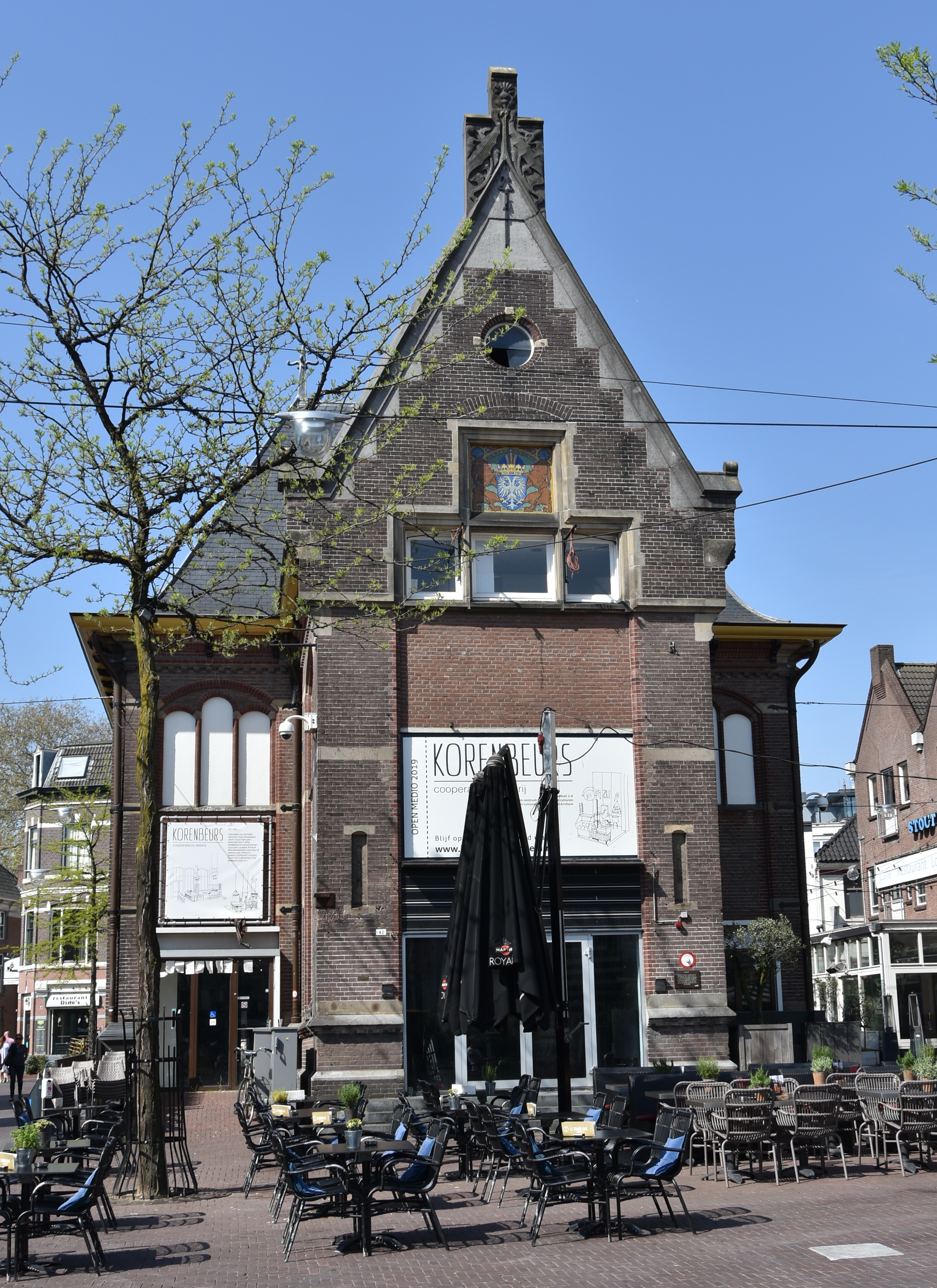
De Korenbeurs, tot in 2018 het tehuis van Focus Filmtheater
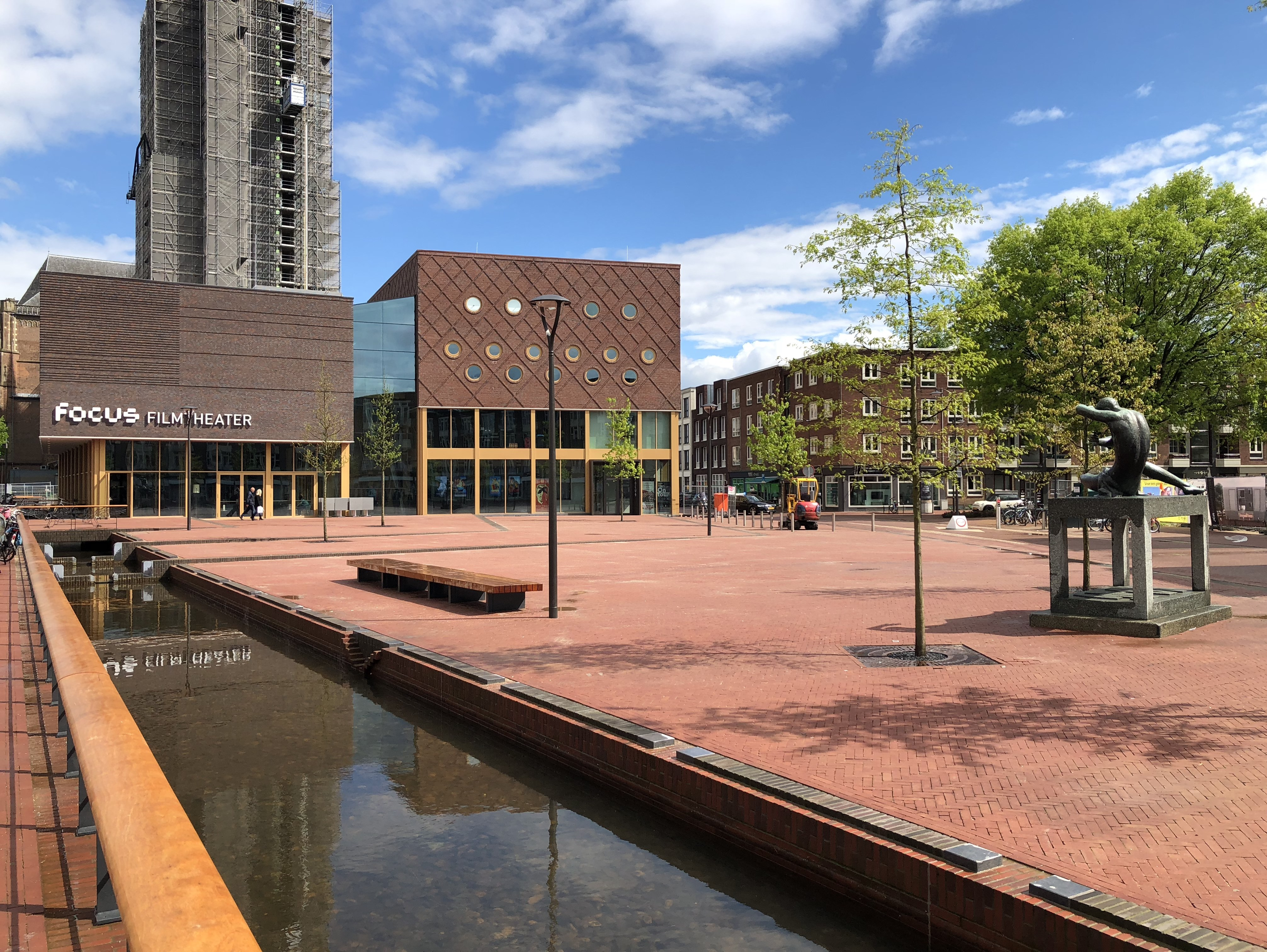
Focus Filmtheater op het Audrey Hepburnplein
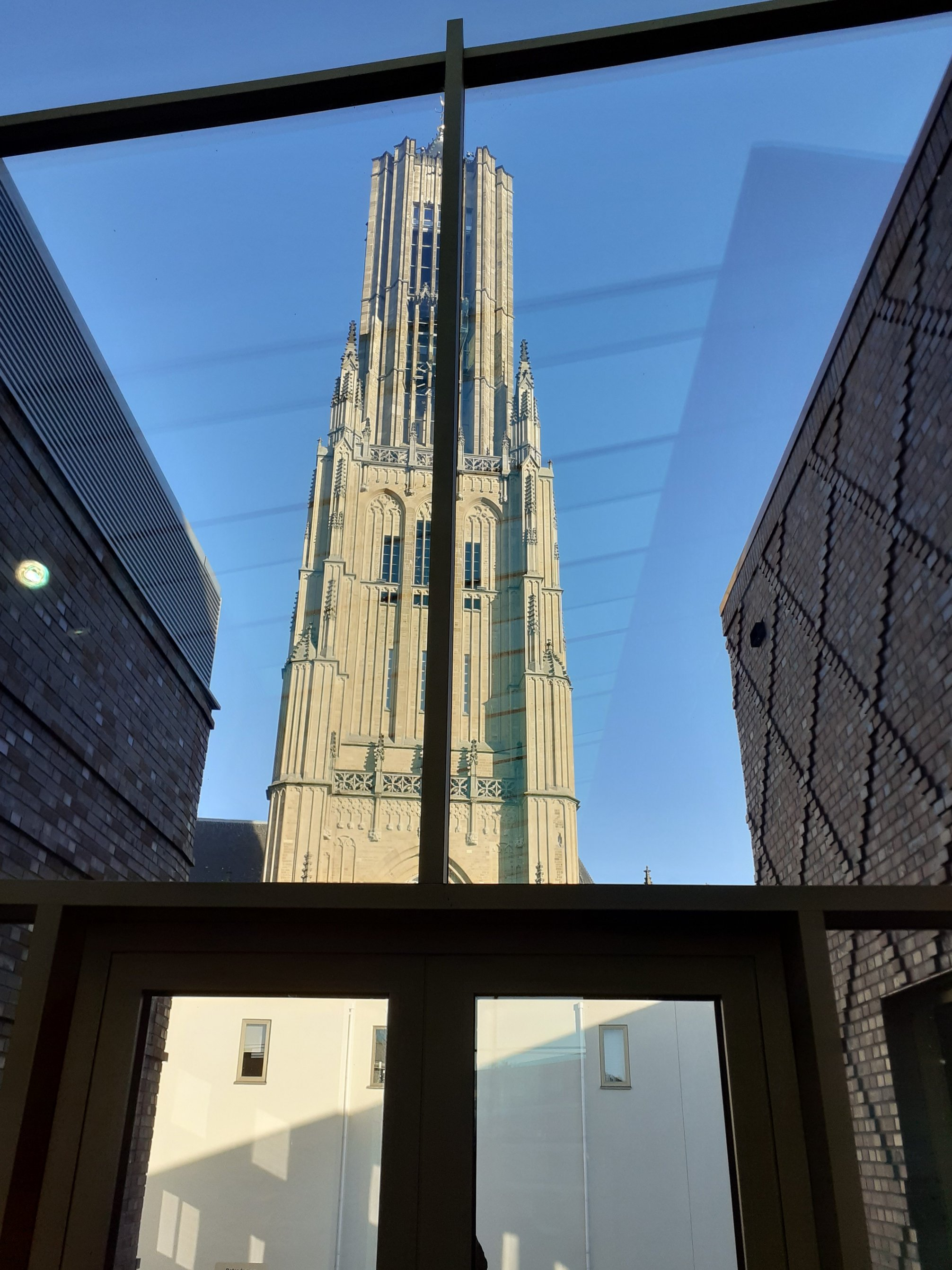
Uitzicht op de Sint-Eusebiuskerk vanuit Focus Filmtheater